# فرامرز اسدی
فرامرز اسدی (زاده ۱۲۴۸ - درگذشته ۱۳۴۸ هجری خورشیدی) ریاست ایل ملکشاهی، از مشاهیر استان ایلام و به عنوان رئیس العشایر و حاکم در استان ایلام و منطقه پشتکوه محسوب می‌شد.
حاج فرامرز اسدی بنیان‌گذار شهر ارکواز و شهرستان ملکشاهی بود. او اولین فرماندار [حُکم‌دار] شهرستان ملکشاهی و در میان تمامی ایلات استان ایلام حکمیت داشت.
فرامرز اسدی در زمان والیان پشتکوه به عنوان سرپرست ایل ملکشاهی نقش مهمی در مبارزه با عثمانی‌ها و سرکوب اعراب بدوی ساکن عراق که به قصد غارت و چپاول به منطقه دستبرد می‌زدند بر عهده داشت.
در سال ۱۳۲۰هجری و پس از جنگ جهانی دوم و اشغال ایران، فرامرز اسدی از طرف دولت مرکزی به عنوان رئیس‌العشایر کل استان ایلام که در آن زمان جزو استان پنجم یکی از ۱۰ استان کشور ایران بود منصوب شد. او از جمله افراد میهن‌پرست و آرمان خواه بود، عدم سازش وی با قوای انگلیس و روسیه تأثیر بسزایی در آرامش منطقه پشتکوه در جریان جنگ جهانی دوم داشت.

## اقدامات و عملکردهای سیاسی
- رئیس العشایر و حاکم استان ایلام پشتکوه بعد از جنگ جهانی دوم[۲][۴][۸][۹][۱۷][۱۸]
- ریاست ایل ملکشاهی[۲][۴][۵][۶][۸][۱۶][۱۹][۲۰]
- بنیان‌گذارشهر ارکواز و شهرستان ملکشاهی[۵][۲۱]
- اولین فرماندار [اولین حُکم‌دار و منصوب شده از طرف حکومت مرکزی] ملکشاهی[۴][۵][۲۲]
- افزایش دادن میزان دیه و خون‌بها در کل استان ایلام به میزان صدتومان و رساندن آن به مبلغ سیصد تومان[۴]
- تشکیل اولین سازمان‌های پلیس برای تأمین امنیت استان ایلام[۴][۲۳]
- ساخت اولین مسجد در ملکشاهی[۴][۲۴][۲۵][۲۶][۲۷][۲۸]
- حمایت از سادات سید ناصرالدین و سید حسن و باباهای پیرمحمد در مقابل هجوم سپاه اعراب و عثمانی[۴]
- ایفاکننده نقش مصلح اجتماعی در میان تمامی ایلات استان ایلام[۴][۲۹]
- مقابله با تجاوزات سپاهیان عثمانی و سرکوب اعراب بدوی ساکن در عراق قبل و بعد از جنگ جهانی اول و همچنین در دوران والی‌های پشتکوه[۴][۵]
- همکاری با سرهنگ مکری فرماندار نظامی غرب کشور و تعیین میرزا صحبت الله رشنوادی به عنوان مأمور حسابرسی امور دارایی در منطقه پشتکوه و حکمیت در میان تمامی ایلات استان ایلام[۴][۸]

- نقش مهم و حیاتی در نجات مردم استان ایلام از قحطی و خشکسالی سه ساله پشتکوه (استان ایلام) در طی سال های ۱۳۴۰ تا سال ۱۳۴۳ خورشیدی به عنوان رئیس العشایر استان ایلام (ر.ک به اسناد)

### فتح نامه نیاکان حاج فرامرز اسدی
این زمین‌ها به مساحت ۳۶۰۰۰ هکتار ملک حاج فرامرز اسدی بوده‌است که طی فرمانی از طرف فتحعلی شاه قاجار و با دستخطی از سوی شاهزاده محمدعلی میرزا دولتشاه فرزند ارشد شاه (این فرمان در میان بزرگان ایل ملکشاهی به فتح نامه معروف است)، به تاریخ ماه ذوالحجه سال ۱۲۳۶ هجری قمری مطابق سال ۱۱۹۹ خورشیدی به پاس رشادت ایل ملکشاهی و پیروزی آن‌ها در نبرد با عثمانی و تسخیر سلیمانیه، زور، موصل و کرکوک و سامرا و محاصره نمودن بغداد از شهرهای امپراتوری عثمانی به پهلوان موسی خمیس گرزدین وند جد بزرگ فرامرز اسدی و طوایف گرز دین وندایل ملکشاهی داده شده بود. در این نبرد چهار هزار سپاهی از ایل ملکشاهی چمزی که شامل صد سوار مشهور از ایل ملکشاهی چمزی و صد مبارز گرز به دست از ایل ملکشاهی چمزی (که بعدها به پاس رشادتشان و استفاده از چماق و گرز در این نبرد و نبردهای قبلیشان به طوایف گرزدین وند مشهور شدند، که عبارتند از: طوایف خمیس، کاظم بگ، نقی، حسین بگ، رستم بگ، ملگه، شکربگ، خداداد و شیه وردی) و سه هزار و هشتصد پیاده‌نظام، به سرداری پهلوان موسی خمیس گرزدین وند در رأس سپاه ایران قرار گرفتند. به پاس این افتخار، نقش برجسته‌هایی از آن‌ها در باغ نظر شیراز و موزه پارس به یادگار مانده‌است. حاج فرامرز اسدی پس از کودتای سال ۱۳۳۲ خورشیدی این زمین‌ها را طبق سند شماره ۵۶۶ و به تاریخ ۱۳ خردادماه ۱۳۳۵ در اداره ثبت اسناد استان کرمانشاهان به نام خود ثبت نموده بود. اما پس از انقلاب این زمین‌ها بدون هیچ دلیل قانونی توسط اداره منابع طبیعی استان ایلام مصادره گردید و به اشخاص دیگری تحویل داده شد.

### فرامرز اسدی و جنگ با امپراتوری عثمانی
در سال ۱۳۲۶ هجری قمری مطابق با ۱۲۸۷ هجری خورشیدی عثمانی‌ها با نیرویی مرکب از دو هنگ و مجهز به توپخانه، با هدف غارت محصول کشاورزان، به مهران واقع در جنوب غربی استان ایلام حمله کردند، غلامرضا خان والی پشتکوه، عده‌ای تفنگچی به سرکردگی سید جواد، پسر عموی خود برای کمک به مردم ایل ملکشاهی اعزام نمود، قوای متحد ایل ملکشاهی و والی در این جنگ شجاعانه جنگیدند و عده زیادی از سپاهیان عثمانی کشته و اسیر شدند و به غائله مرزی خاتمه دادند.
رستم رفعتی و عباس محمدزاده در این رابطه چنین می‌نویسند: در بهار سال ۱۳۲۶ هجری قمری مطابق با سال ۱۲۸۷ هجری خورشیدی که ارتش عثمانی به صیفی و ملخطاوی هجوم آوردند و امام زاده سید حسن را به آتش کشیدند، سواران و تفنگچی‌های ایل ملکشاهی به سرکردگی توشمال ایل ملکشاهی فرامرز اسدی، شاه محمد یاری فرزند یار محمد و رضا فرزند قنبربگ تفنگچی باشی به دور کردن آن‌ها می‌پردازند و هفتاد نفر از سپاهیان عثمانی را نیز اسیر می‌کنند؛ در این جنگ رضا فرزند قنبر بگ تفنگچی باشی در هنگام گرفتن تفنگ از یک سرباز زخمی عثمانی کشته می‌شود. بزرگان ایل ملکشاهی یک گوش از همهٔ آن‌ها می‌برند و آن‌ها را به تهران اعزام می‌کنند. پس از این جنگ، دیگر ارتش عثمانی به مرزهای ایران تعرض ننمود.

### رئیس العشایر و حاکم استان ایلام پشتکوه

درخواست حاج فرامرز اسدی رئیس ایل ملکشاهی و سایر رؤسا و سران ایلات و طوایف پشتکوه (استان ایلام) برای جدایی از لرستان و تفکیک حوزه انتخابیه ایلام از خرم آباد از تاریخ ۳۱ اردیبهشت لغایت ۲۴ مرداد ۱۳۲۸ ه.ش. در این سند به مرزداری و میهن پرستی ایلات و طوایف پشتکوه اشاره شده است (کتابخانه، موزه و مرکز اسناد مجلس شورای اسلامی)

پس از جنگ جهانی دوم، فرامرز اسدی طی حکمی از سوی سرهنگ مکری فرماندار نظامی کل غرب کشور و با تأیید محمدرضا شاه پهلوی به عنوان رئیس العشایر و حاکم پشتکوه - استان ایلام امروزی- تعیین شد. در سال ۱۳۲۰ که ارتش انگلیس و شوروی به کشور ایران هجوم آوردند و ارتش متلاشی گردید و بنای هرج و مرج نهادند. از سوی حکومت مرکزی فرمانداران رسمی کلأ عزل و رؤسای هر ایل رئیس انتظامات نواحی مرتبط با حکومت خود شدند. حاج فرامرز اسدی نیز به عنوان رئیس‌العشایر و حاکم استان ایلام منطقه پشتکوه انتخاب گردید. در این زمان منطقه استان ایلام پشتکوه امن‌ترین منطقه کشور بود.
در همین سال و در فصل سرما برای جلوگیری از غارتگری در منطقه، فرامرز اسدی میرزا صحبت الله رشنوادی را مسئول حساب اموال غارت شده نموده و ایل خزل در دره دالاب (دالاهو) چوار متوقف شدند و او اموال غارت شده مردم ایلام را از غارتگران پس گرفت. بر اساس حکم توشمال فرامرز اسدی و نظر سران تمام ایل‌ها و طوایف پشتکوه تمامی قتل‌هایی که در گذشته و همچنین در دوران جنگ جهانی دوم در استان ایلام پشتکوه صورت گرفته بود به صلح انجامید و همچنین بهاء دیه یکصد تومان نسبت به گذشته افزایش یافت و سیصد تومان تعیین شد.
فرامرز اسدی همچنین از پلیس ملکشاهی برای امنیت منطقه استفاده نمود و در سال ۱۳۲۰ هجری خورشیدی غارتگرانی را که سادات امامزاده سید ناصرالدین پهله زرین آباد دهلران و سادات امامزاده سید حسن مهران را غارت نمودند مجازات نموده و اموال سادات را از غارتگران پس گرفت و به سادات پس داد.

حکمیت حاج فرامرز اسدی رئیس ایل ملکشاهی و رئیس العشایر پشتکوه (استان ایلام) در تمام پشتکوه

### حاج فرامرز اسدی و والیان فیلی
خاندان والیان فیلی همواره مناسبات دوستانه‌ای با ایل ملکشاهی داشته‌اند. این بدان معنا بوده‌است که والیان فیلی به هیچ عنوان در مناسبات و قوانین داخلی ایل ملکشاهی که توسط هیئت توشمال و کدخدایان تصویب می‌شده‌است حق مداخله نداشته‌اند و همواره از ایل ملکشاهی به عنوان متحدان خود استفاده نموده‌اند.
این روابط دوستانه به تدریج با قدرت گرفتن توشمال اسد ریاست ایل ملکشاهی به واسطه اتحاد با سران ایلات لرستان کمتر شد تا جایی که حسینقلی خان ابوقداره که توشمال اسد را رقیبی جدی از لحاظ سیاسی و جایگاه اجتماعی برای خود می‌دید، دستور داد که عواملش ناجوانمردانه توشمال اسد را در هنگام بازرسی از مستملکاتش در لرستان پیشکوه از پشت سر هدف گلوله قرار دهند و به قتل برسانند.غلامرضا خان فیلی فرزند حسینقلی خان ابوقداره، برای تحکیم روابط خود با ایل ملکشاهی دختر فرامرز اسدی به نام کشور را به همسری خود درآورد تا بدین گونه روابط دوستانه تری با مردم ایل ملکشاهی داشته باشد و همچنین این دو اتحادی را برای مقابله با تجاوزات عثمانی‌ها تشکیل دادند، که این ازدواج با فوت کشور در حین زایمان به پایان رسید و باعث تیره شدن روابط فرامرز اسدی با والی ایلام گشت که با میانجی‌گری بزرگان به صلح انجامید.
این روابط با فرار والیان پشتکوه و شکست آنان در سال ۱۳۰۸ هجری خورشیدی از رضا شاه به پایان رسید و فرامرز اسدی حکومت استان ایلام و حکمیت در میان ایلات استان ایلام پشتکوه را قبل و بعد از جنگ جهانی دوم به عهده داشت. در سال ۱۳۰۸ هجری خورشیدی که یدالله خان فرزند ارشد غلامرضا خان فیلی برای درخواست کمک از ایل ملکشاهی و بازگرداندن غلامرضا خان فیلی به قدرت با ۵۰ تفنگچی وارد ایل می‌شود، فرامرز اسدی ریاست ایل ملکشاهی به آن‌ها جواب رد می‌دهد که در این کار شهباز و نامدار رحیمی نیز با وی همراهی می‌کنند و فرزندان والی را از قلمرو ایل ملکشاهی دور می‌سازند. یدالله خان نیز به ناچار دست یاری به سوی شاه محمد یاری کدخدای طایفه نقی، دراز می‌کند و او نیز با تعدادی دیگر از اهالی ملکشاهی و سایر طوایف استان ایلام با وی همراهی می‌کنند و قیام سال ۱۳۰۸ ضد رضا شاه را ترتیب می‌دهند. قابل ذکر است که تا زمان شکل‌گیری قیام، شهاب الدوله برادر غلامرضا خان والی و علیقلی خان پسر او با نیروهای دولتی همکاری می‌کردند اما با شکل‌گیری نارضایتی مردم از مأموران دولتی علیقلی خان به شورشیان پیوست. همچنین حاج فرامرز اسدی پس از مردمی‌تر شدن قیام حمایت و پشتیبانی خود را از قیام اعلام کرد.

## خاندان
عالیجاه توشمال فرامرز اسدی فرزند عالیجاه توشمال اسد، فرزند عالیجاه توشمال داراب خان، فرزند پهلوان موسی خمیس گرزدین وند پهلوان و سردار نامی ایران در دورهٔ فتحعلی شاه قاجار، فرزند امیر عالیجاه خمیس، فرزند امیر عالیجاه شه میر است. این خاندان در اصل از نسل امیر کُرد ملکشاه چمشگزک هستند.بنا به استناد به دانشنامه جهان اسلام و بر اساس نوشته اولیا چلبی در کتاب سیاحت‌نامه اولیا چلبی نسب به جمشید شاه اساطیری ایران می‌رسانند و به روایت دیگر از نوادگان سلطان ملکشاه محسوب می‌شوند.شرف خان بدلیسی مؤلف شرفنامه و اسلام الغربی العباسی انساب‌شناس مصری این خاندان را از نوادگان عباس بن عبدالمطلب عموی محمد پیامبر اسلام که از بنی هاشم بود می‌دانند. نجم سلمان مهدی الفیلی و هاشم طباطبایی نژاد آنان را از نژاد ایلامیان کهن می‌دانند.
ایل ملکشاهی یکی از اتحادیه‌های ایلی اتحادیه ایلی یا بزرگ ایل، از اتحاد چند ایل و طایفه بزرگ تشکیل می‌شد که و از لحاظ گستردگی همانند یک دولت کوچک در ایران و عراق و ترکیه و سوریه عمل می‌کرد که مانند بسیاری از اتحادیه‌های ایلی متأخر مخلوطی از قبیله‌هایی با ریشه‌های قومی گوناگون و اکثریت مردم کرد تبار است. ایل ملکشاهی همچنین یکی از بزرگترین ایل‌های کرد ایران و معتبرترین و بزرگترین ایل پشتکوه و استان ایلام است که از مجموع ۳۵ طایفه تشکیل یافته‌است. مجموع طوایف ایل ملکشاهی حدود ۴۰ طایفه و جمعیت ایل ملکشاهی بیش از ۷۵۰ هزار نفر تخمین زده شده‌است.
رهبری و ریاست ایل در ملکشاهی موروثی است که به «عالیجاه توشمال» یا خان معروف است که بالاترین مقام در ایل ملکشاهی است و از طرف پادشاه یا حکومت مرکزی به رسمیت شناخته می‌شد. گاهی مقام عالیجاه توشمالی و خانی بین دو برادر تقسیم می‌شد. از وظایف عمده عالیجاه توشمال افزون بر حفظ امنیت و نظارت بر امور مختلف ایل که از طریق پلیس و انتظامات صورت می‌گرفت، جمع‌آوری مالیات مرسوم بود. در ایل ملکشاهی همچنین چند توشمال برای مشورت در امور ایل حضور داشتند. توشمالان هنگامی که ایل ملکشاهی رهبری و ریاست واحدی داشت در زیر نظر «رئیس ایل» منصوب شده توسط پادشاه یا حکومت مرکزی قرار می‌گرفتند. سرپرستی طوایف نیز بر عهده کدخدا بود که در زیر نظر عالیجاه توشمال قرار داشتند.

## درگذشت
عالیجاه توشمال حاج فرامرز اسدی در سن صد سالگی و در روز پنج شنبه ۴ دی ماه سال ۱۳۴۸هجری در گذشت و در شهر قم و در جوار حرم فاطمه معصومه به خاک سپرده شد.

## نگارخانه

### تصاویر

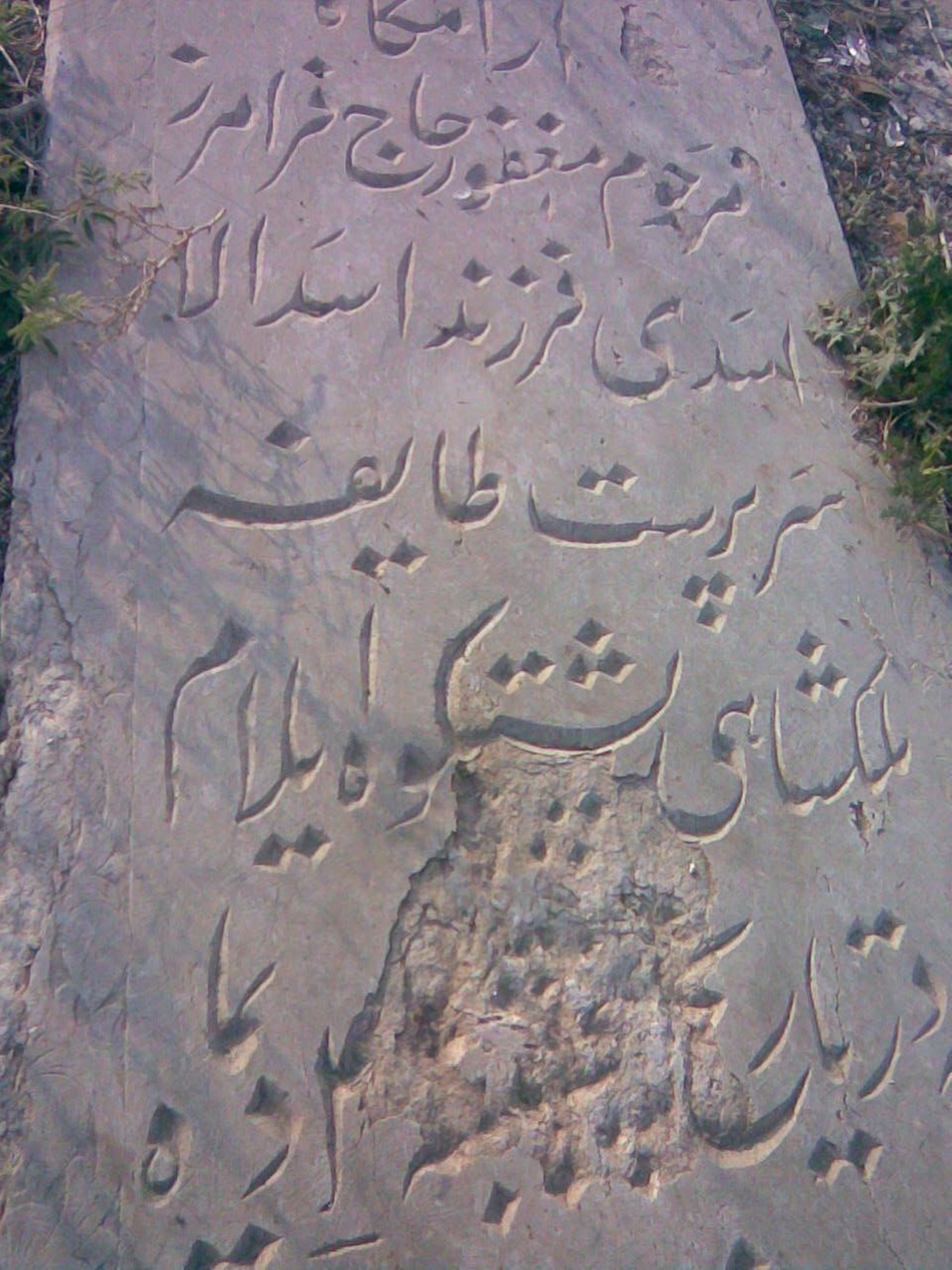
آرامگاه حاج فرامرز اسدی ریاست ایل ملکشاهی و حاکم استان ایلام پشتکوه در جوار حرم فاطمه معصومه
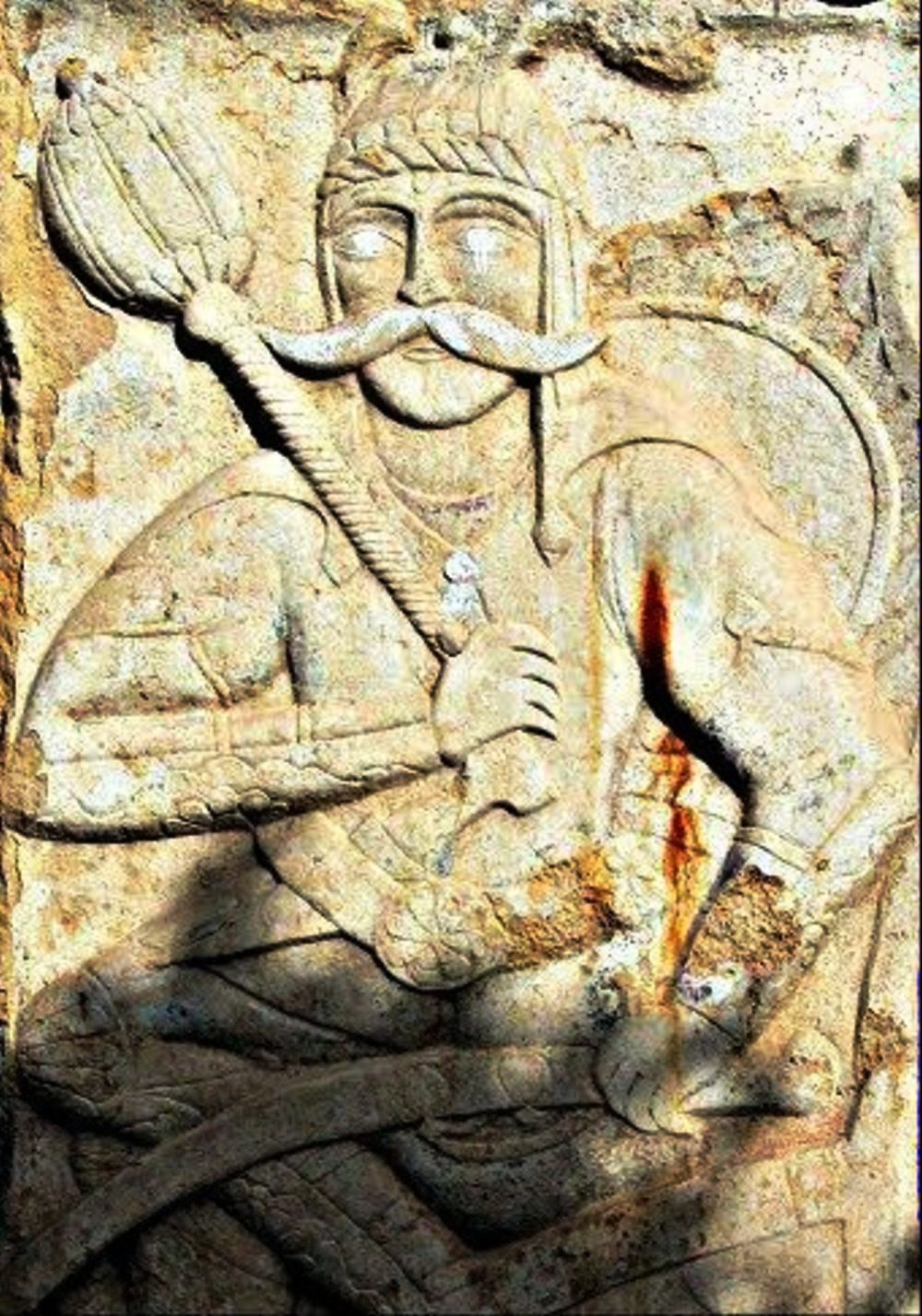
پهلوان موسی خمیس گرزدین وند جد حاج فرامرز اسدی
موسی اسدی اولین رئیس فرهنگ ملکشاهی فرزند حاج فرامرز اسدی

### مدارک

ارادتنامه روحانیان ایرانی نسبت به مقام حاج فرامرز اسدی از طرف آیت‌الله محمد صادق فقیهی از اساتید بزرگ حوزه علمیه قم
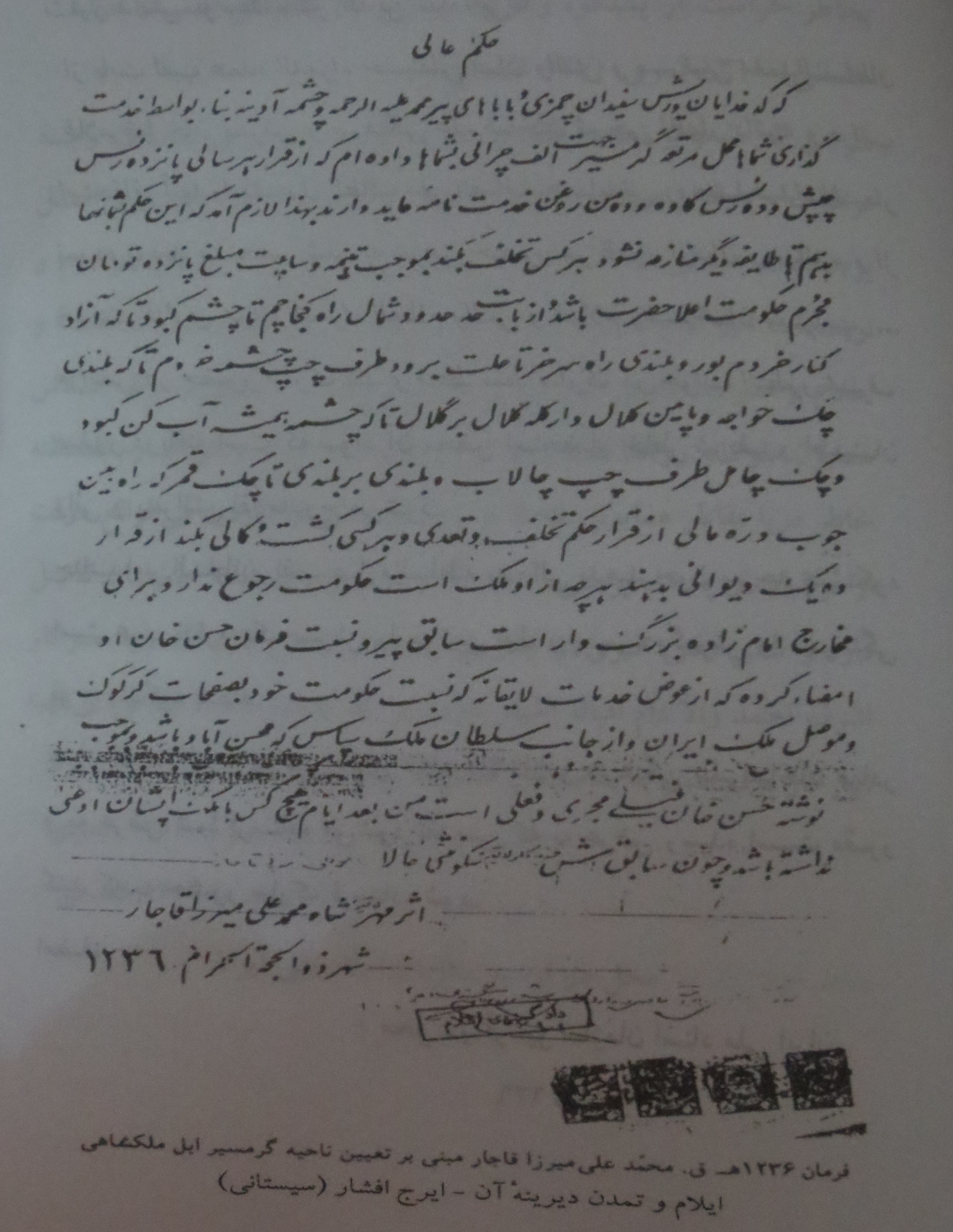
فتح نامه فتحعلی شاه قاجار از سوی شاهزاده محمد علی میرزا دولتشاه به پهلوان موسی خمیس جد بزرگ حاج فرامرز اسدی به پاس پیروزی بر سپاه امپراتوری عثمانی و تصرف شهرهای سلیمانیه، زور، موصل، کرکوک و سامرا و محاصره بغداد به تاریخ ذوالحجه ۱۲۳۶ هجری قمری مطابق با ۱۱۹۹ خورشیدی
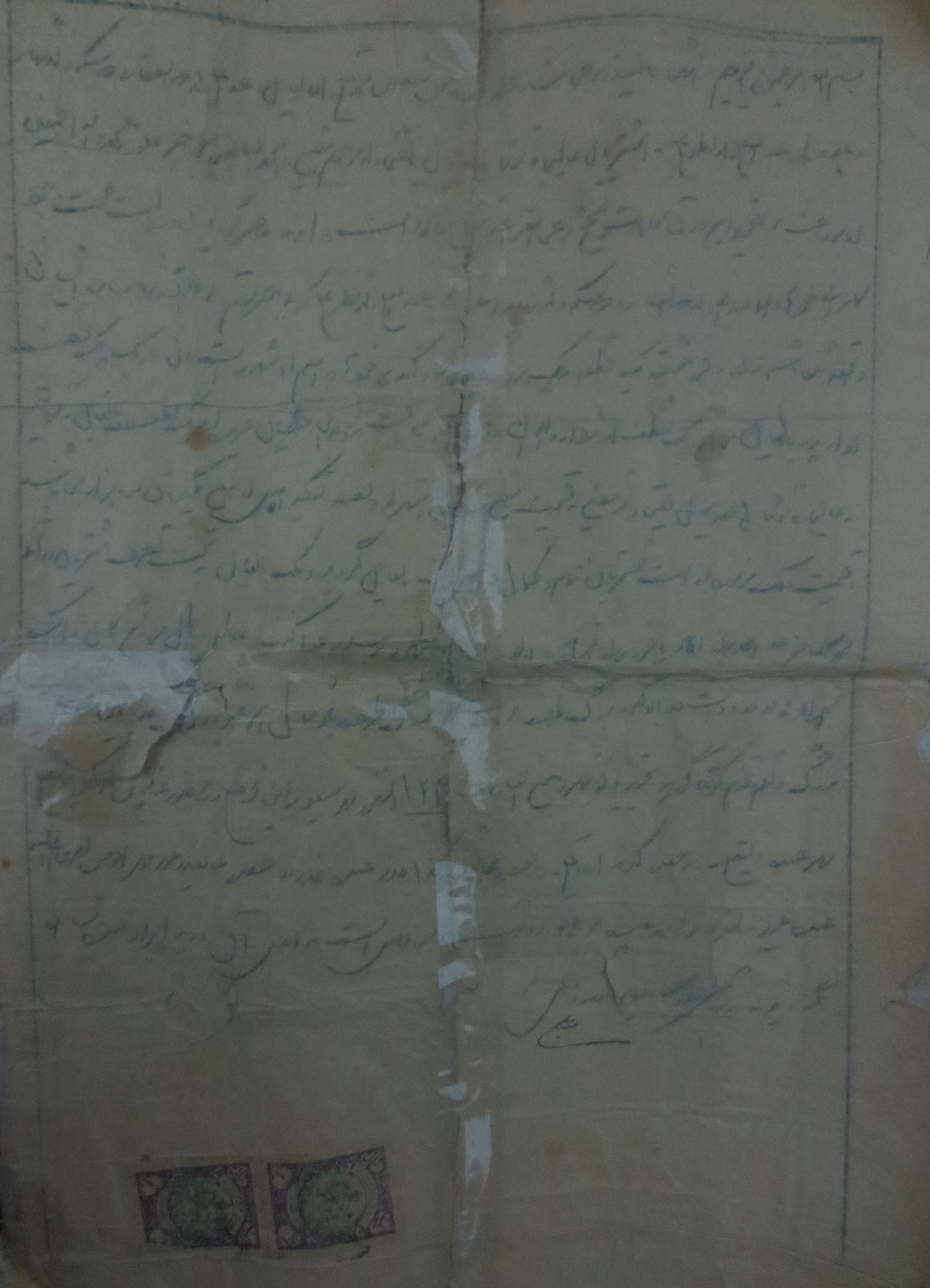
آخرین سند به جا مانده از فتح نامه پهلوان موسی خان خمیس به تاریخ ربیع‌الثانی ۱۲۴۰ هجری قمری مطابق با ۱۲۰۳ خورشیدی
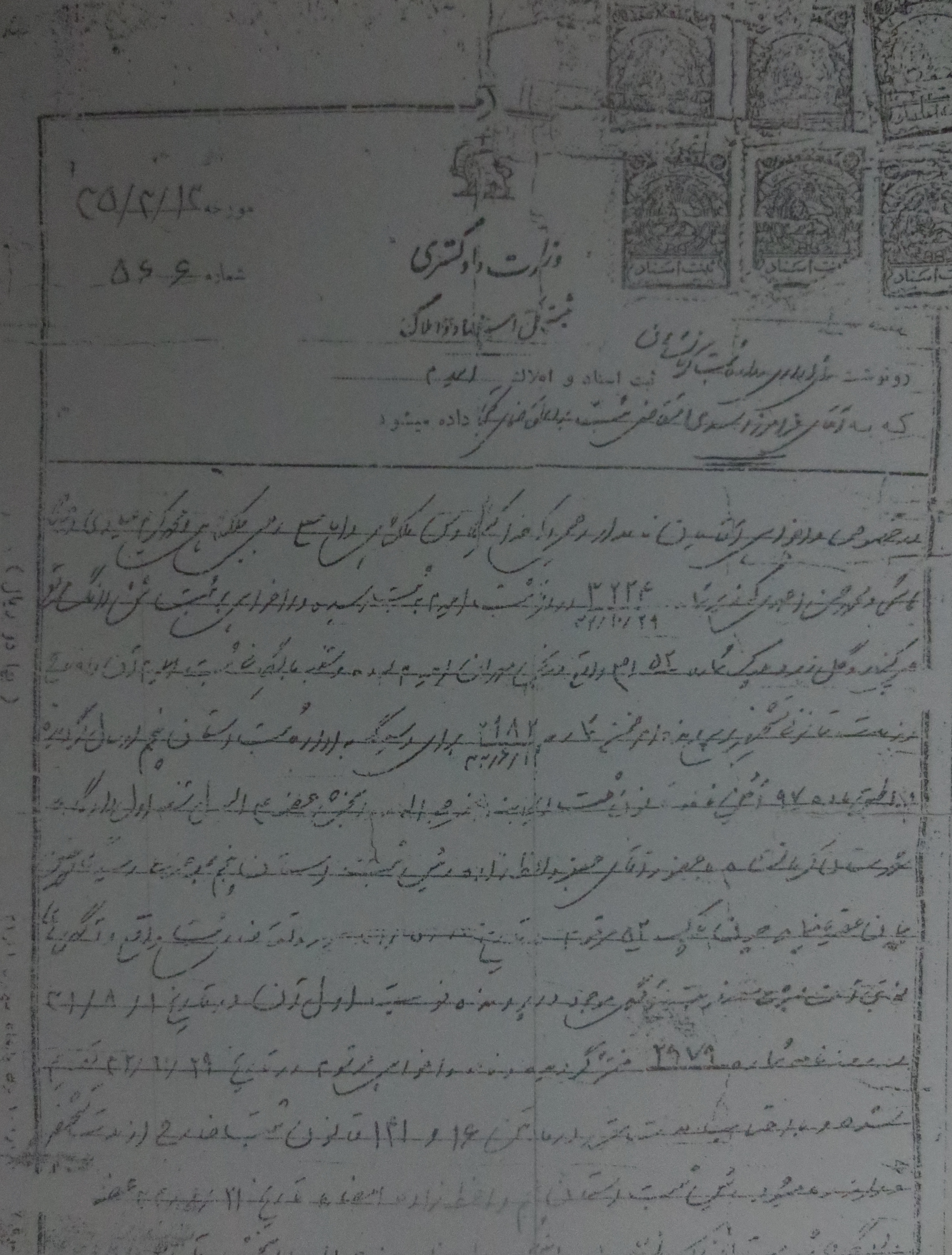
سند رسمی فتح نامه پهلوان موسی خمیس گرزدین وند ثبت شده به نام فرامرز اسدی در اداره ثبت اسناد استان کرمانشاهان به سال 1335
سند رسمی توشمال داراب خان فرزند پهلوان موسی خمیس پدر توشمال اسد و پدر بزرگ حاج فرامرز اسدی به تاریخ ۱۲۶۹ هجری قمری مطابق با ۱۲۳۱ خورشیدی
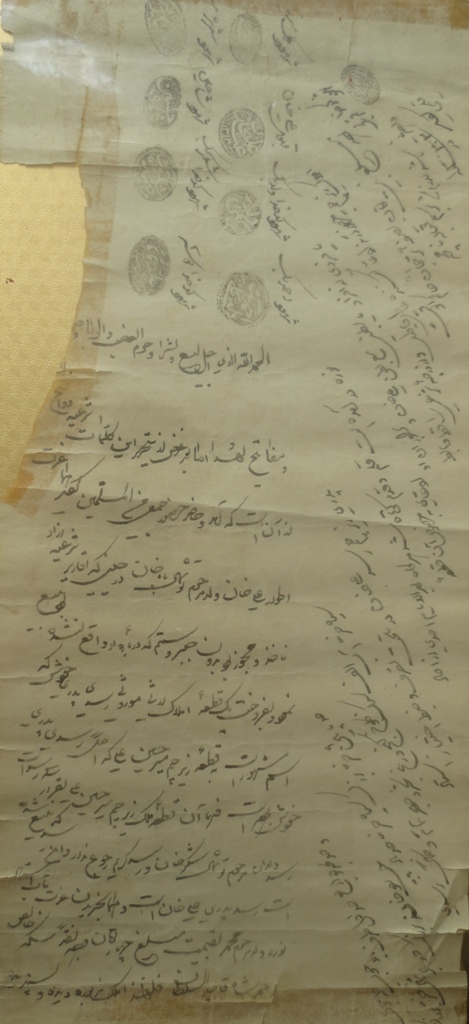
سند حکم رسمی حاج فرامرز اسدی به تاریخ سال ۱۳۳۲ هجری قمری برابر با سال ۱۲۹۲ خورشیدی و پادشاهی احمد شاه قاجار السلطان در جلسه شورای ایل ملکشاهی (در شورای توشمال و کدخدایان ایل ملکشاهی) مهر توشمال و ریاست ایل ملکشاهی حاج فرامرز اسدی و کدخدایان طوایف سی و چهار گانه ایل ملکشاهی کدخدا ولد بگ، کد خدا علی خان گچی، کدخدا دوسه، کدخدا دارابگ، کدخدا شکر بگ، کدخدا شهره میر، کدخدا قنبر بگ، کدخدا ملک میرزا، کدخدا شاه حسین، کدخدا شاه محمد، کدخدا موخان، کدخدا احمدبگ و ...
حکمیت توشمال حاج فرامرز اسدی در رابطه با اختلافات ایل خزل ایلام به تاریخ ۱۳۳۲ هجری قمری مطابق با ۱۲۹۲ خورشیدی
حکمیت توشمال حاج فرامرز اسدی در رابطه با اختلافات ایل ملخطاوی ایلام به تاریخ ۱۳۳۸ هجری قمری مطابق با ۱۲۹۸ خورشیدی
سند رسمی حاج فرامرز اسدی به تاریخ ۱۳۲۰ هجری قمری مطابق با۱۲۸۱ خورشیدی که در آن از شهر ارکواز نام برده شده‌است
سند رسمی توشمال فرامرز اسدی فرزند توشمال اسد به تاریخ ۱۳۴۴ هجری قمری مطابق با ۱۳۰۴ خورشیدی که در آن از شهر ارکواز نام برده شده‌است
سند رسمی عالیجاه[یادداشت ۱] مجدت همراه توشمال حاج فرامرز اسدی به تاریخ ۱۳۶۵ هجری قمری مطابق با ۱۳۲۴ خورشیدی
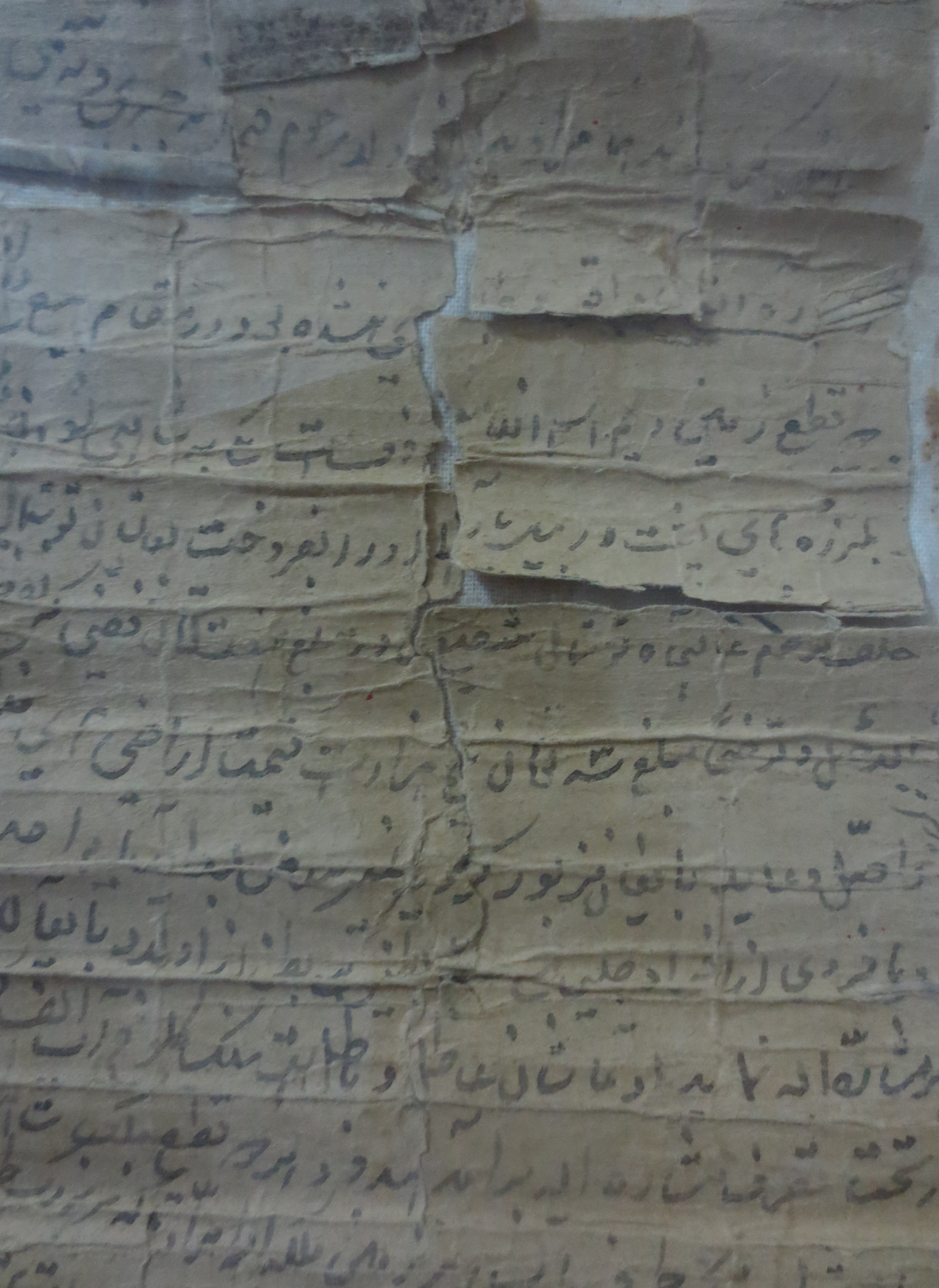
سند رسمی توشمال خمیس ریاست ایل ملکشاهی فرزند امیر عالیجاه شهمیر (شه میر) (جد بزرگ طوایف گرزدین وند ملکشاهی) تاریخ سند دوره پادشاهی نادر شاه افشار حدود سال‌های ۱۱۴۸-۱۱۶۰ هجری قمری برابر با ۱۱۱۴-۱۱۲۵ خورشیدی

## یادداشت
1. ↑  عالیجاه بالاترین مقام رسمی کشوری از دوره صفویه به بعد بوده‌است.